# Красный Куток
Красный Куток — село в Борисовском районе Белгородской области, административный центр Краснокутского сельского поселения. Село основано в 1710 году.

## География
Расстояние до Белгорода — 48 километров.

## История
Официальной датой образования села считается 1710 год.
В 1773 году население слободы Красный Куток составляло 193 жителя. В 1811 году — 306 жителей.
В 1873 году в селе была открыта церковно-приходская школа.
После ввода в эксплуатацию железной дороги в 1910 году, соединившей Красный Куток с городами Харьков и Льгов, его население начало увеличиваться.
В силу малоземелья крестьян в селе были развиты промыслы. Наиболее распространённые из них — гончарный, столярный и плотницкий.

## Галерея

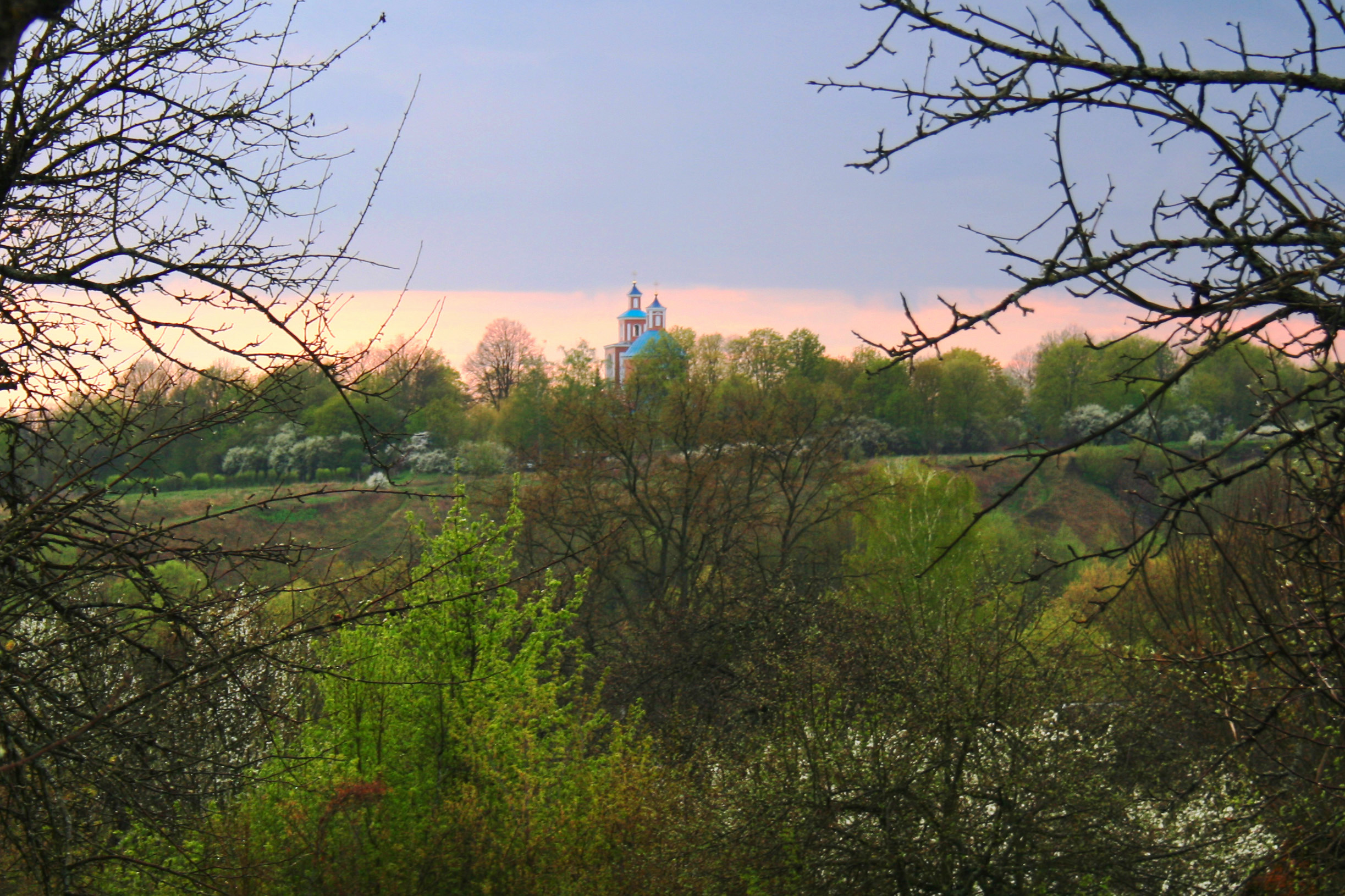
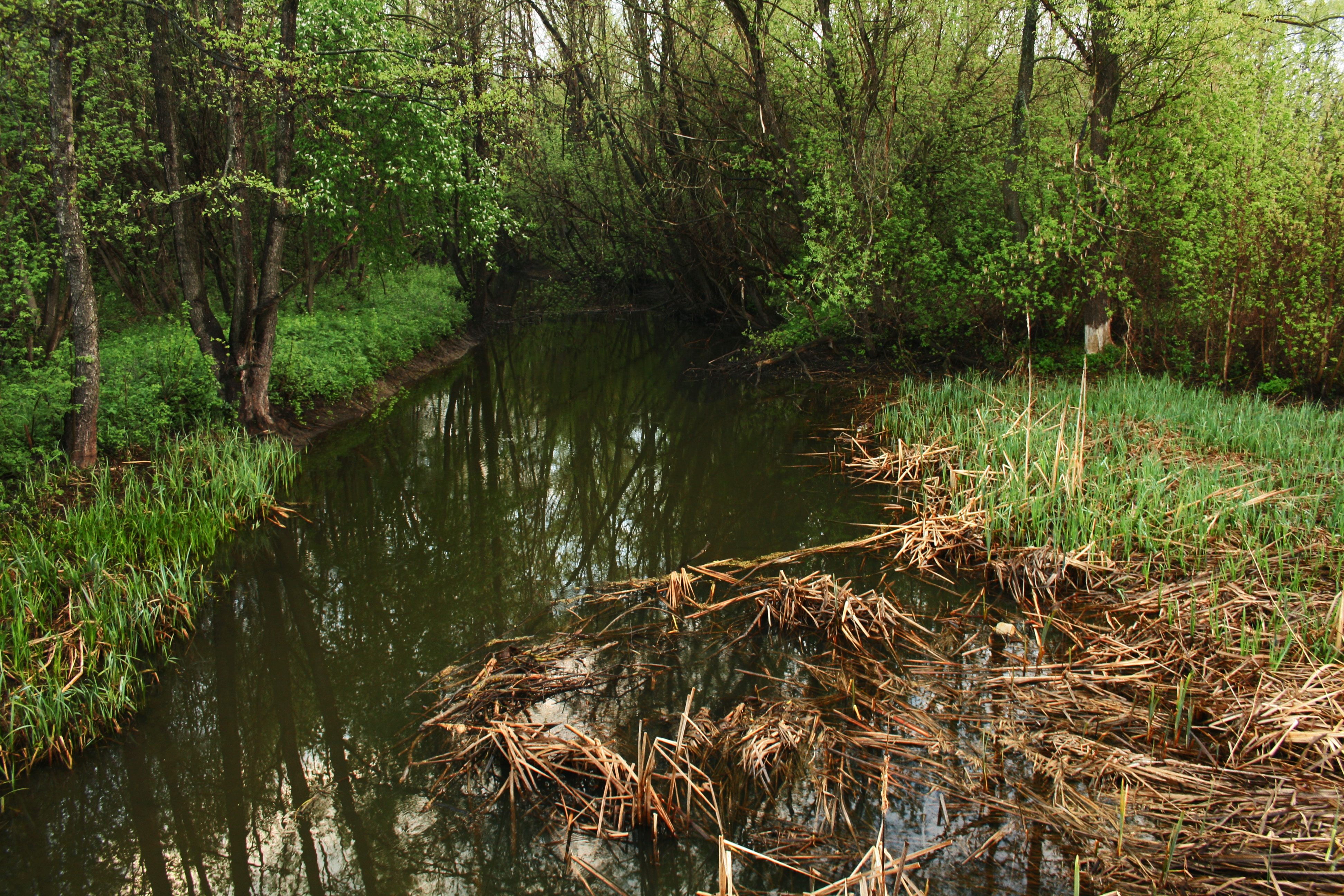
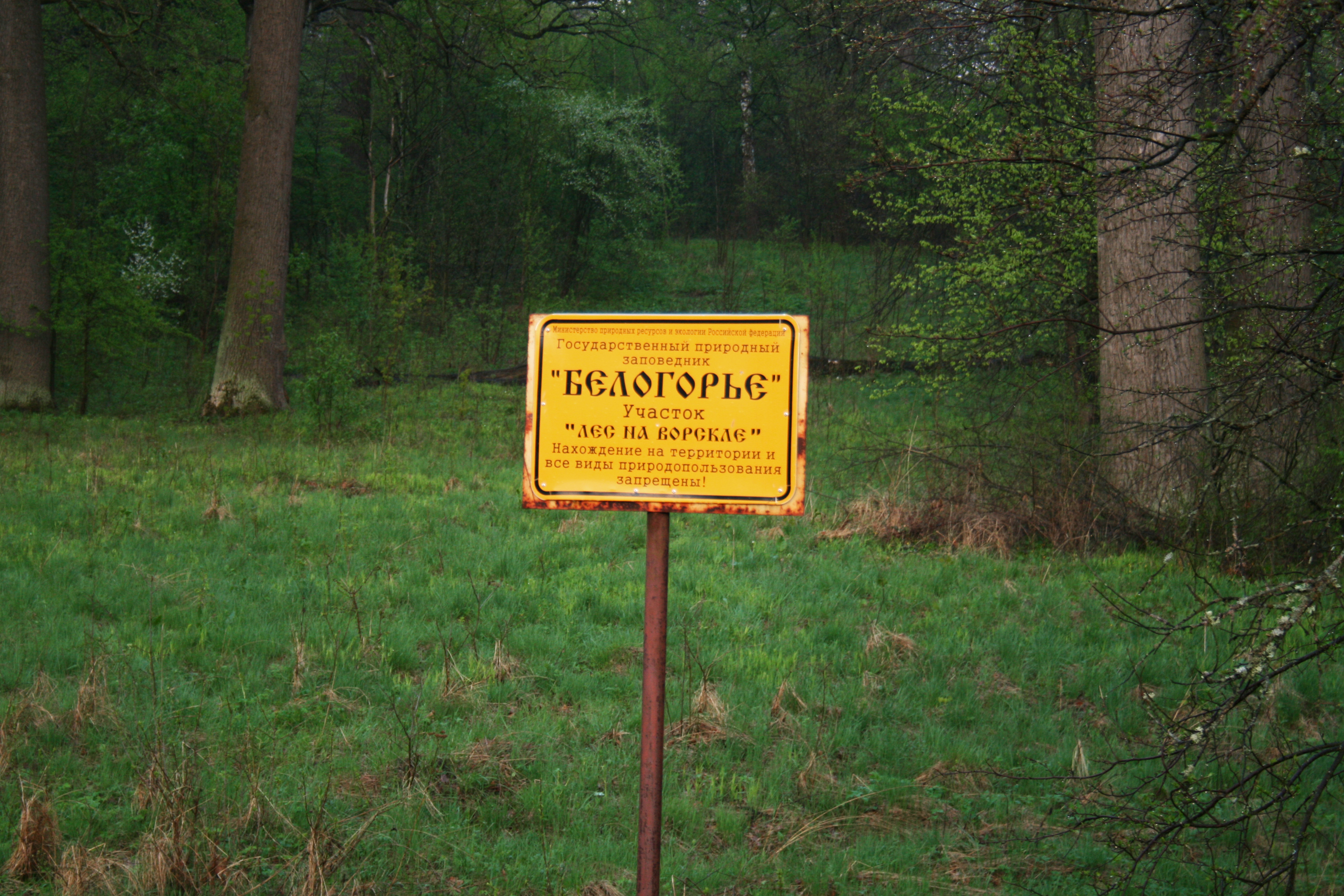
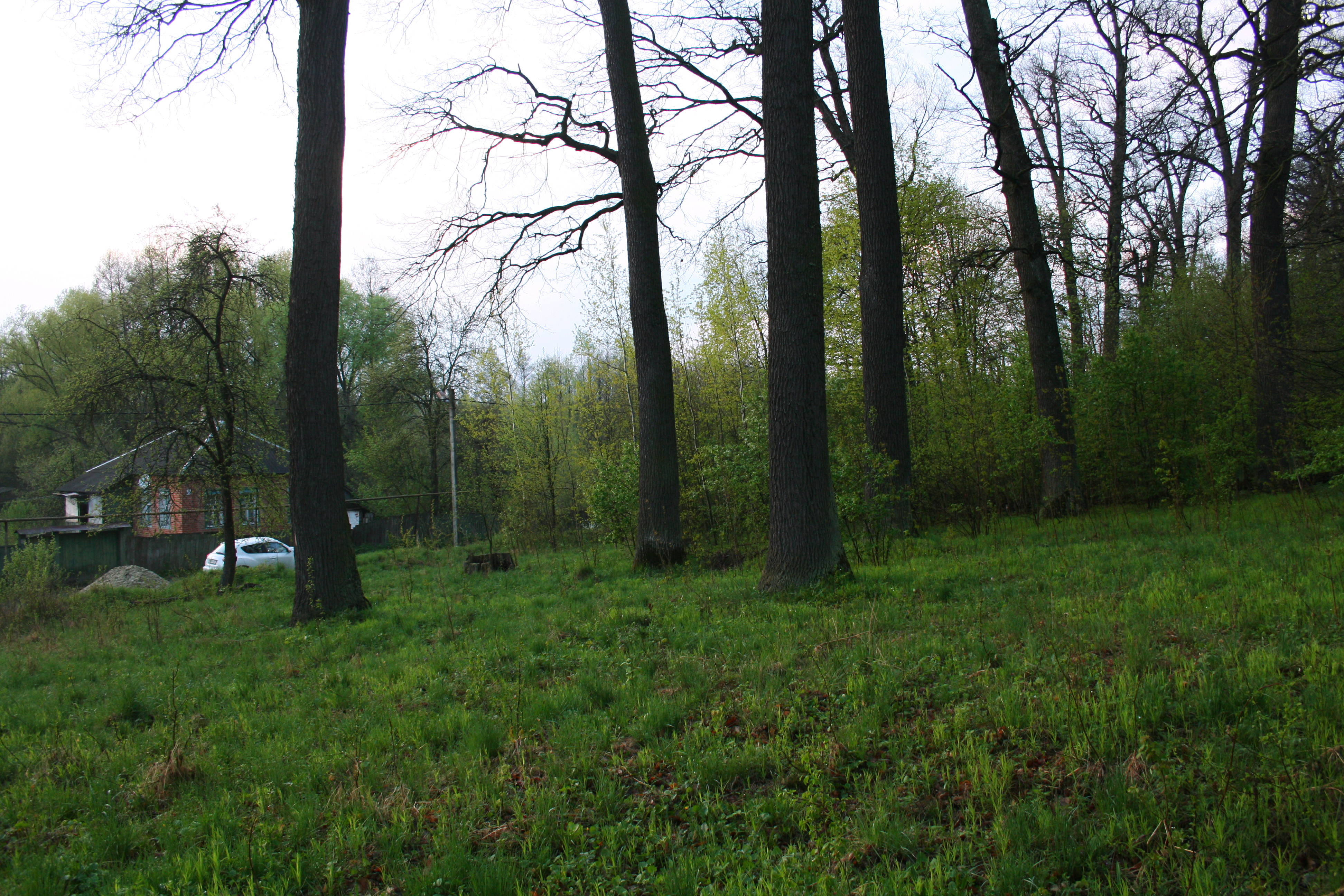

## Население
| 1764 | 1773 | 1811 | 1970  | 2002 | 2010 |
| ---- | ---- | ---- | ----- | ---- | ---- |
| 144  | ↗193 | ↗306 | ↗1500 | ↘558 | ↘556 |